# Mönchstraße 25 a (Stralsund)
Das Gebäude Mönchstraße 25 a in Stralsund ist ein denkmalgeschütztes Bauwerk in der Mönchstraße.
Der Backsteinbau an der Nordseite der ehemaligen Katharinenkirche wurde in den 1930er Jahren errichtet. Das weit von der Mönchstraße zurückgesetzte Gebäude mit Walmdach zeigt eine schlichte Lisenengliederung, zwei Fensterreihen und ein mittig angeordnetes Portal. Es wurde als Turnhalle genutzt.
Das Haus im Kerngebiet des von der UNESCO als Weltkulturerbe anerkannten Stadtgebietes des Kulturgutes „Historische Altstädte Stralsund und Wismar“ ist in die Liste der Baudenkmale in Stralsund eingetragen.